# Athlītiko Politistiko Sōmateio Atromītos Geroskīpou
L'Athletiko Politistico Somateios Atromitos Geroskipou (in greco Αθλητικό Πολιτιστικό Σωματείο Ατρόμητος Γεροσκήπου cioè Società Atletica Culturale Atromitos Geroskipou), o più semplicemente Atromitos Geroskipou, è una squadra di calcio cipriota del comune di Geroskipou nel distretto di Paphos.

## Storia
Fondato nel 1956, ha militato nella massima divisione cipriota in una sola occasione, nella stagione 2008-2009, finendo ultimo e retrocedendo immediatamente.

## Palmarès

### Altri piazzamenti
- B' Katīgoria:

Terzo posto: 2007-2008